# 横手バスターミナル

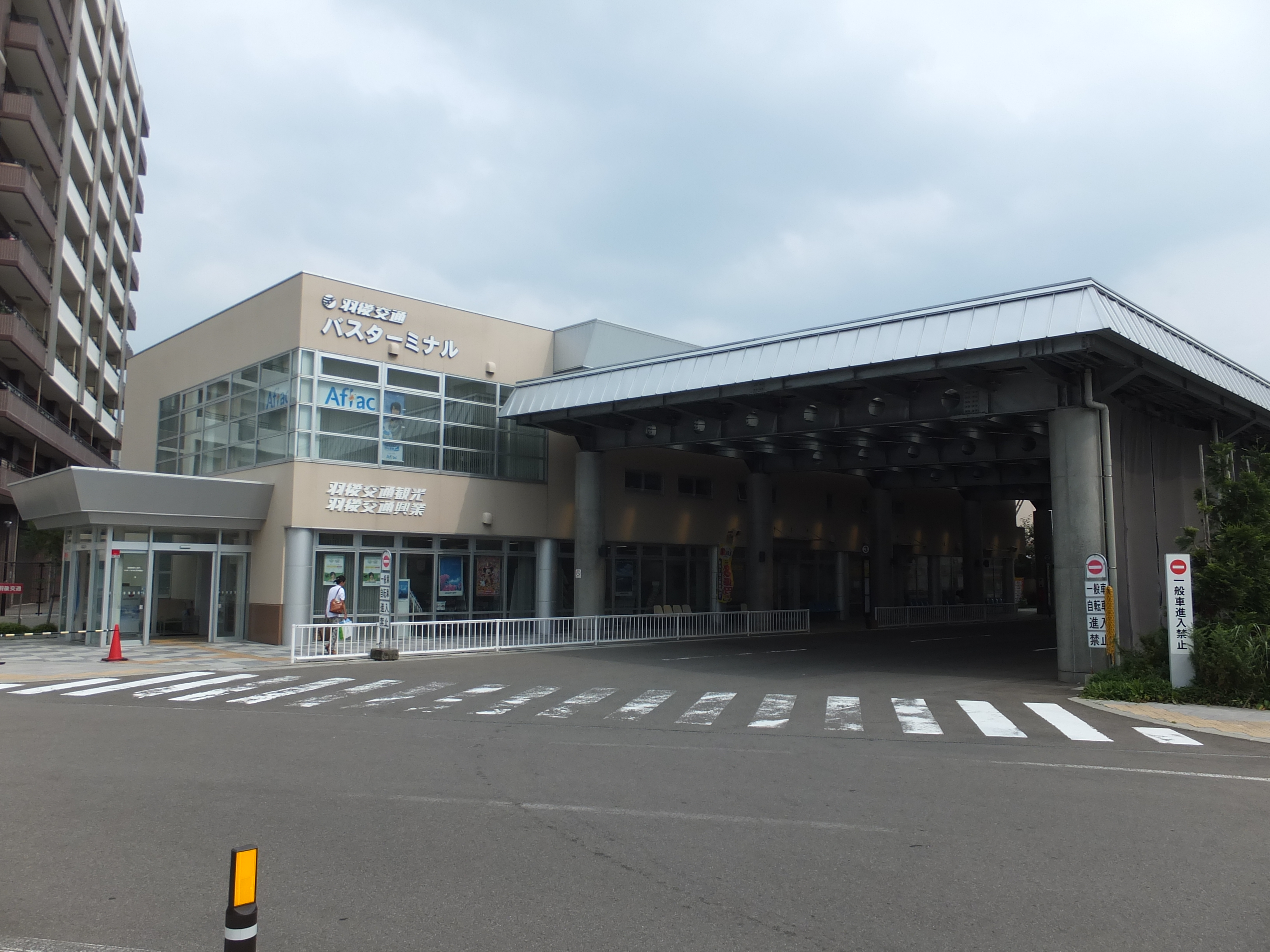
乗り場、案内所

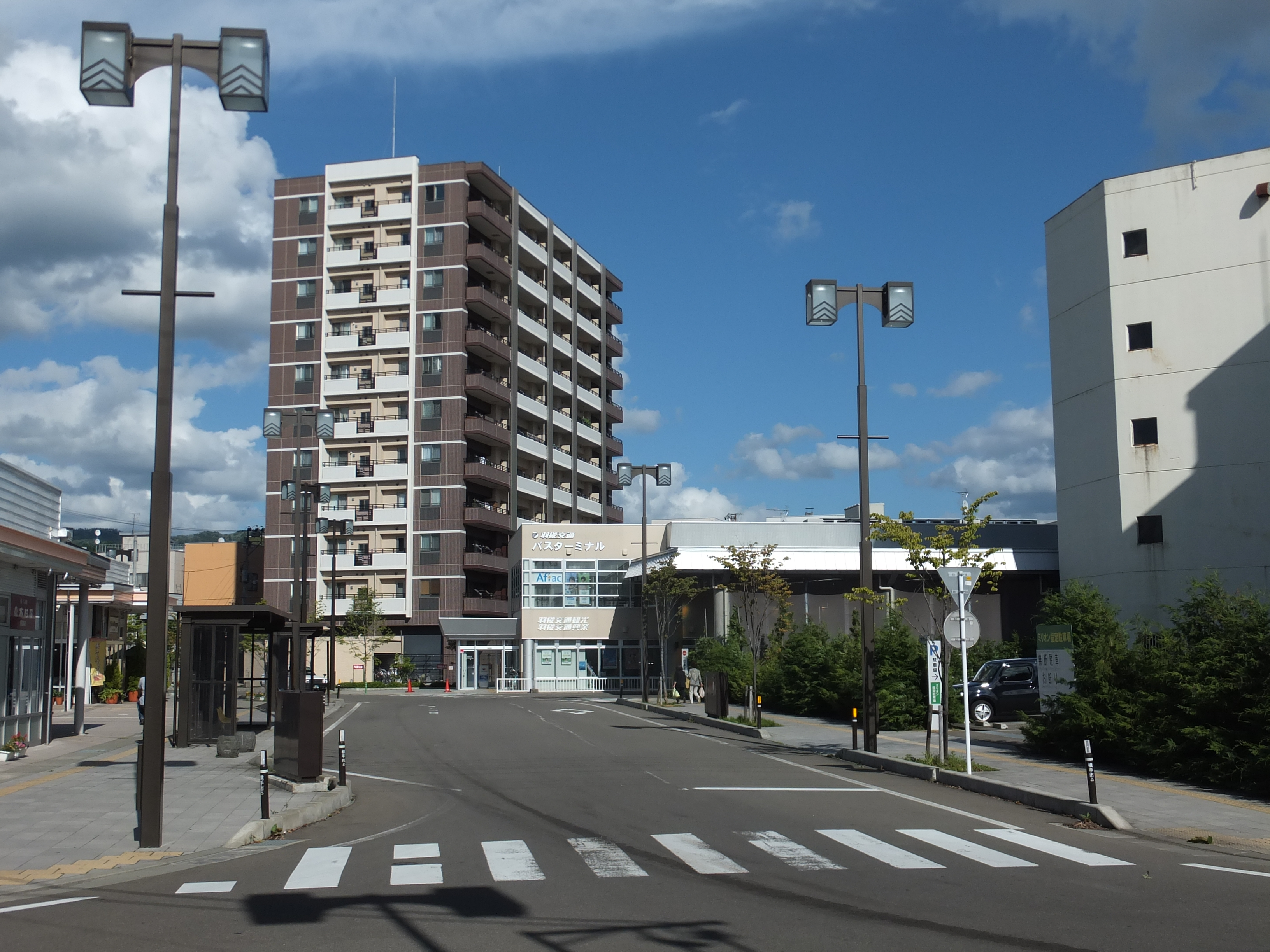
到着ホーム、奥がバスターミナル乗り場

横手バスターミナル（よこてバスターミナル）とは秋田県横手市駅前町2番5号にある羽後交通のバスターミナルである。

## 概要
JR横手駅東口から徒歩3分ほどの場所にあり、現行の施設は駅前の再開発事業に伴い再整備されたもの。
案内所があり、定期券・回数券・乗車券が購入できる。また、高速バス予約センターが設置されているため、高速バスの乗車券も購入可能。隣接する羽後交通観光横手営業所では、航空券やJR乗車券・特急券が購入可能。
窓口営業時間
- 通年： 9:00 - 18:00

## のりば
待合室・案内所前
- 1番線のりば： 大曲、角間川、朝日が丘団地、上台、横手高校（市内線）、横手市循環バス
- 2番線のりば： 秋田ふるさと村（ふるさと村線）、平鹿総合病院、東京駅・新宿駅西口（レイク&ポート号）、仙台
- 3番線のりば： 湯沢、小安温泉、岩井川、山内、急行本荘、二井山、下吉田、大森

## 乗り入れ会社
- 羽後交通
- JRバス東北 「グリーンライナー号」

## 沿革

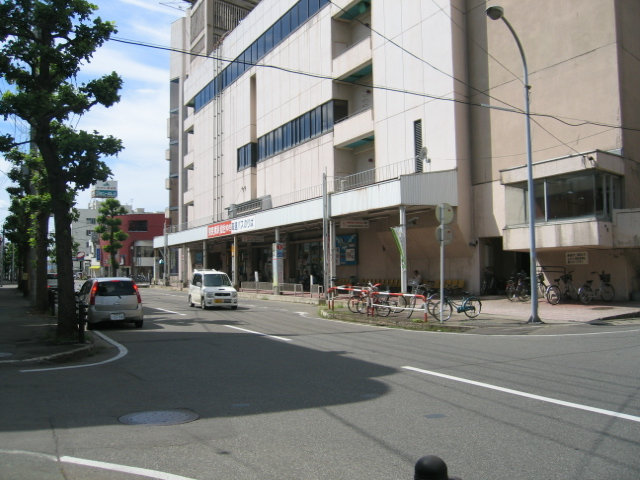
旧バスターミナル外観（2006年9月）

- 1977年（昭和52年） - 駅前区画整理事業に伴い、羽後交通が同社の本社跡地に羽後交通ビルを建設し、バスターミナルのほか、テナントとしてジャスコ横手店などが入居し開店[2]。
- 2008年（平成20年）7月1日 - 横手駅東口第一地区第一種市街地再開発事業[3]に伴い、バスターミナルの機能を横手駅前広場内の「横手駅前」停留所に移転。
- 2010年（平成22年）
  - 1月10日 - 新バスターミナルが完成し、使用開始[4]。
  - 7月5日 - 横手駅の改築工事に伴い、「横手駅前」停留所のバスの発着を一時休止し、当バスターミナルにて乗降取り扱い開始[5]。
- 2011年（平成23年）10月1日 - のりば変更[1]。
- 2019年（令和元年）12月1日 - 湯沢 - 秋田線の一部運行経路変更により当バスターミナルでの乗降取り扱いを中止。新たに横手駅西口での乗降取り扱い開始[6]。

## 周辺
- 国道13号
- 秋田県道31号横手停車場線
- 東日本旅客鉄道（JR東日本）横手駅
- 横手駅前温泉・ゆうゆうプラザ
- 横手プラザホテル
- 横手ステーションホテル

- JA秋田ふるさと本店（よこてシャイニーパレス）
- 羽後交通本社
- よこてイースト[7]
  - 横手市交流センター「Y2（わいわい）ぷらざ」[8]
- 横手市生涯学習館「Ao-na（あおーな）」[9]